# Peter Horbury
Peter Horbury (Alnwick, 27 gennaio 1950 – 30 giugno 2023) è stato un designer britannico, noto per i suoi contributi al design automobilistico sotto i marchi Ford e Volvo.

## Biografia

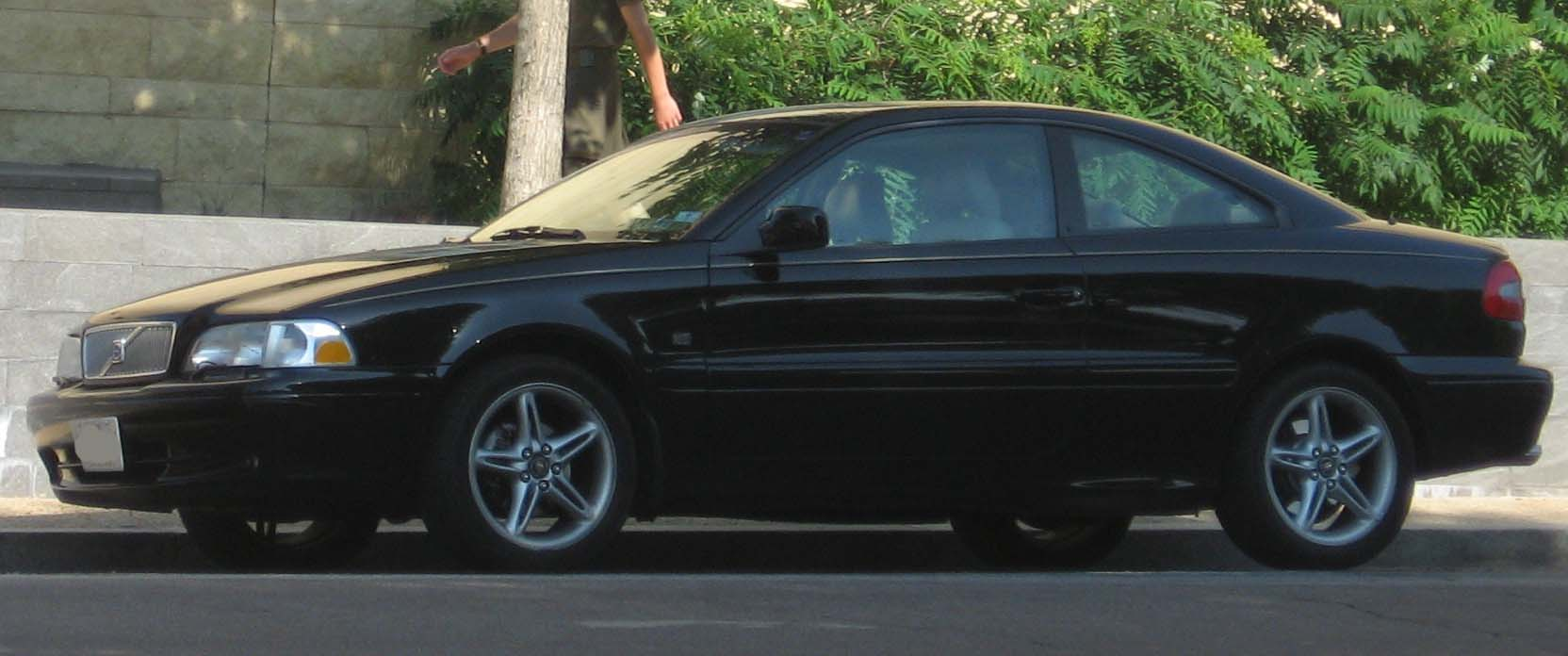
La linea della Volvo C70 prima serie, opera di Horbury

Dopo il diploma conseguito alla scuola King Edward VII di Sheffield, Horbury si iscrisse al College of Art di Newcastle upon Tyne, dove nel 1972 conseguì il diploma in disegno industriale. In seguito frequentò il Royal College of Art a Londra, dove nel 1974 ottenne un master in design automobilistico.
La prima esperienza lavorativa di Horbury è alla Chrysler inglese. A cavallo tra la fine degli anni 70 e l'inizio degli anni 80 fu alla Ford europea, dove collaborò alla realizzazione di alcuni significativi modelli, come la Granada seconda serie e la Sierra e la Escort terza serie.
A metà del decennio passò alla Volvo, dove rimase per circa vent'anni: qui Horbury firmò le linee di alcune tra le auto più famose del marchio svedese, come la compatta 480.
Nel 1991, Horbury fu promosso a direttore del design Volvo: la sua attività andò avanti con la realizzazione di modelli di serie come la S40 oltreché, a seguito di accordi commerciali tra la casa scandinava e la giapponese Mitsubishi, la derivata Carisma; firmò anche la linea di alcuni prototipi sperimentali, come la Volvo ECC a motore elettrico. Per tutti gli anni 90 e i primi anni 2000, si occupò in pratica dell'intera gamma della casa svedese, compreso il SUV XC90.
Nel 2002, dopo avere nel frattempo curato le linee della seconda serie della S40 (posta però in commercio solo due anni dopo), passò nuovamente alla Ford, che nel frattempo aveva acquisito la stessa Volvo. Nel 2004 venne promosso a direttore generale del design dell'intero Gruppo statunitense, trovandosi così a curare non solo lo stile delle vetture Ford e Volvo ma anche quelle di altri marchi ad esso annessi in quegli anni, come Jaguar e Aston Martin.
Nel 2009 tornò alla Volvo, in crisi economica a seguito della contemporanea grande recessione globale. Tale crisi portò il Gruppo Ford, l'anno seguente, a cedere del marchio scandinavo alla multinazionale cinese Geely, con cui Horbury proseguì la collaborazione. Proprio durante un viaggio di lavoro in Cina, morì nel 2023 all'età di 73 anni.